# アマゾン川
アマゾン川（アマゾンがわ、葡: Rio Amazonas, 西: Río Amazonas, 以前は 西: Rio Orellana）は、南米のブラジルとその周辺国の熱帯雨林（アマゾン熱帯雨林）を流れ大西洋に注ぐ、世界最大規模の河川である。数多くの巨大な支流を持ち、アマゾン川という名称はそれらの総称として用いられている。

## 概要

アマゾン川流域

アマゾン川は世界最大で最長（諸説あり）の河川である。特に流域面積では世界最大であり、2位以下のコンゴ川、ナイル川、ミシシッピ川のそれぞれ2倍程度、オーストラリア大陸の面積に匹敵する705万km2（平方キロメートル）にわたる。1973年から1990年の平均流量は毎秒209,000t（トン）と推定される。水深も深く、河口から4,000km（キロメートル） 上流まで遠洋航海用の船が航行できる。平均水深は雨季で40m（メートル）である。
名称としてのアマゾン川は、アンデス山脈のミスミ山を源流とするウカヤリ川と、ラウリクチャ湖から流れ出たラウリクチャ川/マラニョン川がイキトス付近で合流する所からの川を指す。ただしブラジルに入るとこの川はソリモンエス川と呼び名が変わる。ブラジル国内を約2000 km 下ったネグロ川との合流地点から、ふたたびアマゾン川と呼ばれるようになる。このアマゾン川には、支流では最大の流量・流域面積を持つマデイラ川と、次いでタパジョース川やシングー川やトカンティンス川などの大きな河川が南側から合流しながら河口まで続く。
アマゾン川の標高は河口から1,600 km 遡っても32 m 、3,800 km 遡っても80 m しかない。アマゾニアと呼ばれる広い大湿原の低地が広がっている。新生代以降にアンデス山脈が隆起するまでは太平洋側に流れていた。

## 規模

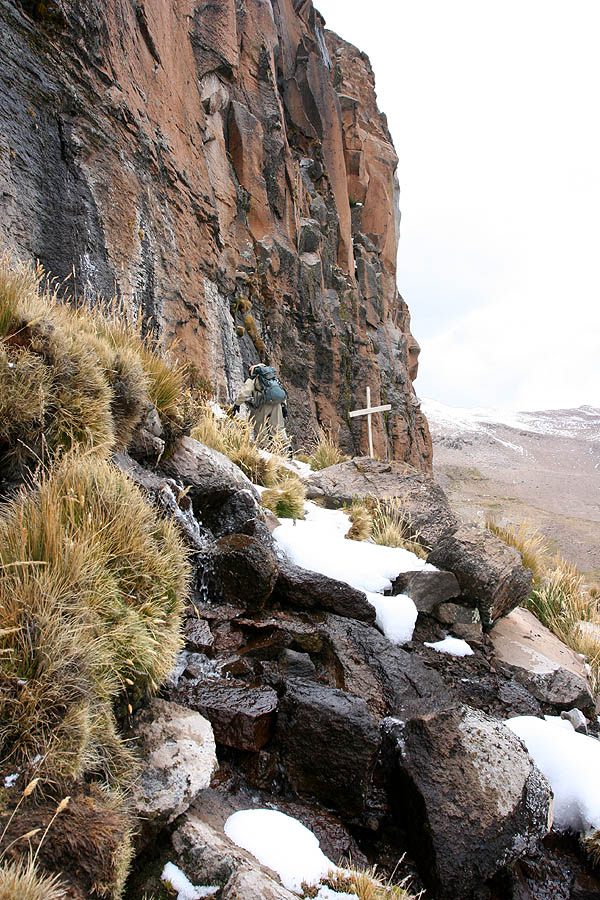
アマゾン川の源流 ペルーのミスミ山山麓。木製の十字架が立てられている (2006年)

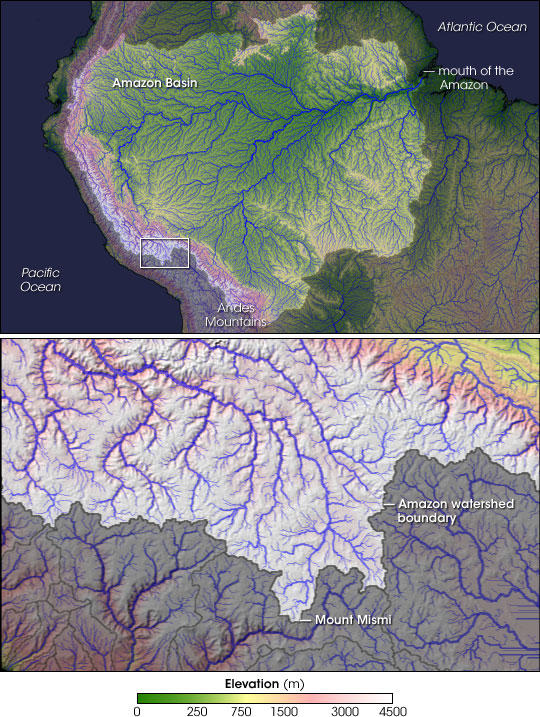
アマゾン川の水源

### 長さの論争
南米大陸の北部を大きく流れるきわめて巨大な水系を持ち、いくつもの支流に分かれる。このため、アマゾン川の定義は下記のように複数存在する。規模についても出典により、複数の値が示されている。しばしば「アマゾン川本流論争」が持ち上がる。
- 6,299 km - 『アマゾン 生態と開発』
流量が多いラウリコチャ湖を源流とするマラニョン川からの長さ[4]。
- 6,400 km - 理科年表 2006年
The Water Encyclopedia, Second Editionなどに基づくものであり、アマゾン川の源流として支流のウカヤリ川、さらにウカヤリ川の支流としてアプリマック川を採用したもの。
- 6,516 km - 理科年表 2006年
The Times Atlas of the World, 2004などに基づくものである。

これらの値は、ナイル川の長さである 6,650 km ないし 6,695 km に近い。さらに、アマゾン川の流路は複雑であり、より長い支流が存在するとして、アマゾン川が世界一長い河川であるという主張も存在する。例えば、2007年6月22日に共同通信は、ミスミ山の奥深くで新たな源流が発見されアマゾン川の全長は 400 km も伸びて 6,800 km となりナイル川を超えると報道した 。
2008年7月3日には、アマゾン川とナイル川の衛星写真を比べてアマゾン川の長さは 6,992 km になりナイル川よりも長いと報道された。
アマゾン川の上流部分はアンデス山脈の奥深く入り込んでいる。ナショナルジオグラフィック協会などによる調査では、ペルー南部のボリビアやチリ国境近くにあるミスミ山 (Nevado Mismi, 5597 m) が最も遠い水源と考えられ。主要な支流全体の長さは延べ 50,000 km にもなり、赤道を一周した長さよりも長い。

### 流域面積
アマゾンの流域面積も、様々な数値が示されている。資料により、580万km2から600万、650万、705万、750万とばらついている。その中で、ブラジル地理統計局 (IBGE) は750万km2を採用している。いずれの数値を取っても、世界2位のコンゴ川（370万km2）と比べれば、突出した世界1位の流域面積を誇る。

### 流量と水量の収支
オビドスにおけるアマゾン川の流量(m3/s)
（1928年から1996年の69年間の平均データ）
アマゾン川の流量は何度も計測・試算されているが、資料によってまちまちである。ある資料によると175,000トン/秒と計算されたが、この流量は世界第2位にあるコンゴ川の4-5倍に相当し、全世界の河川流量の15-18%を占める。この流量は季節によって変化し、流域の降雨量変化をやや遅れて追うように推移する。河口から537kmさかのぼったパラ州のオビドスでの計測によると、毎年11月頃から水位上昇が始まり、翌5-6月に最高位に達する。ここから低下を始めた水位は10-11月に最低となる。したがって上昇には7-8ヶ月、下降には4-5ヶ月というサイクルを持つ。この変化による水面の高低差は約5-6mとなる。
アマゾン川は支流だけでも規模が巨大で、最大の支流ネグロ川の年平均流量はマナウスで毎秒28,400 t、マデイラ川の年平均流量は合流点で毎秒31,200 tある。タバチョス川は毎秒13,500 t、シングー川は毎秒9,700 t、トカンチンス川の年平均流量は 11,800 tある。
アマゾン川流域の年間平均降雨量は2300 mm 前後であり、流域面積750万 km2 に一様に降るとすると、総量は15兆トンになる。一方、河口流量を175,000トン/秒とすると年間5.5兆トンである。この差異から、アマゾン川流域で蒸発・蒸散される水は年間9.5兆トン、単位面積で割ると約1460mmとなる。アマゾン川流域の蒸発・蒸散量試算はこの他にも様々あり、1000-1905mmの間と言われる。ブラジル国立アマゾン研究所のシミュレーションによると、流域降雨の50%は川や湖水からの蒸発に土壌や植物等から蒸散したアマゾン川由来の水が蒸発したもので、残り50%は大洋の蒸発水である。

### その他
河口は大きく広がっており、どこからどこまでを河口と考えるかにより大きく異なるが、その幅は東京から名古屋・大阪までの距離に匹敵する 300 km とも 500 km ともされる。一般的には、九州より僅かに広い面積を持つマラジョ島は中州と考えられている。水量、流出物の量が莫大なため、河口から約 400 km 沖合いまで大西洋は海水の塩分濃度や、海面の色が変化している。
アマゾン川の水深は極めて大きい。本流は通常でも50-60 m であり、場所によっては120 m ほどの深さを持つ。このため、かなり上流まで大型の船が航行できる。マナウスまでは、1万トンクラスの外航船も常時航行が可能で、喫水 4 m 程度の船ならブラジルを超えペルーのイキトスにたどり着ける。なお、河口からイキトスまでの距離は3500 km あるが、標高差は100 m 程度であり、アマゾン川は非常に流れが緩やかな点も特徴である。
2012年5月16日、ネグロ川上流域における水位が、1902年に観測が始まって以来の最高となる29.79 m に達した。上流域で降り続いた豪雨が原因とみられている。その一方で、ブラジル北東部の高地では過去50年間で最悪とされる干ばつに見舞われた。

## 水の色

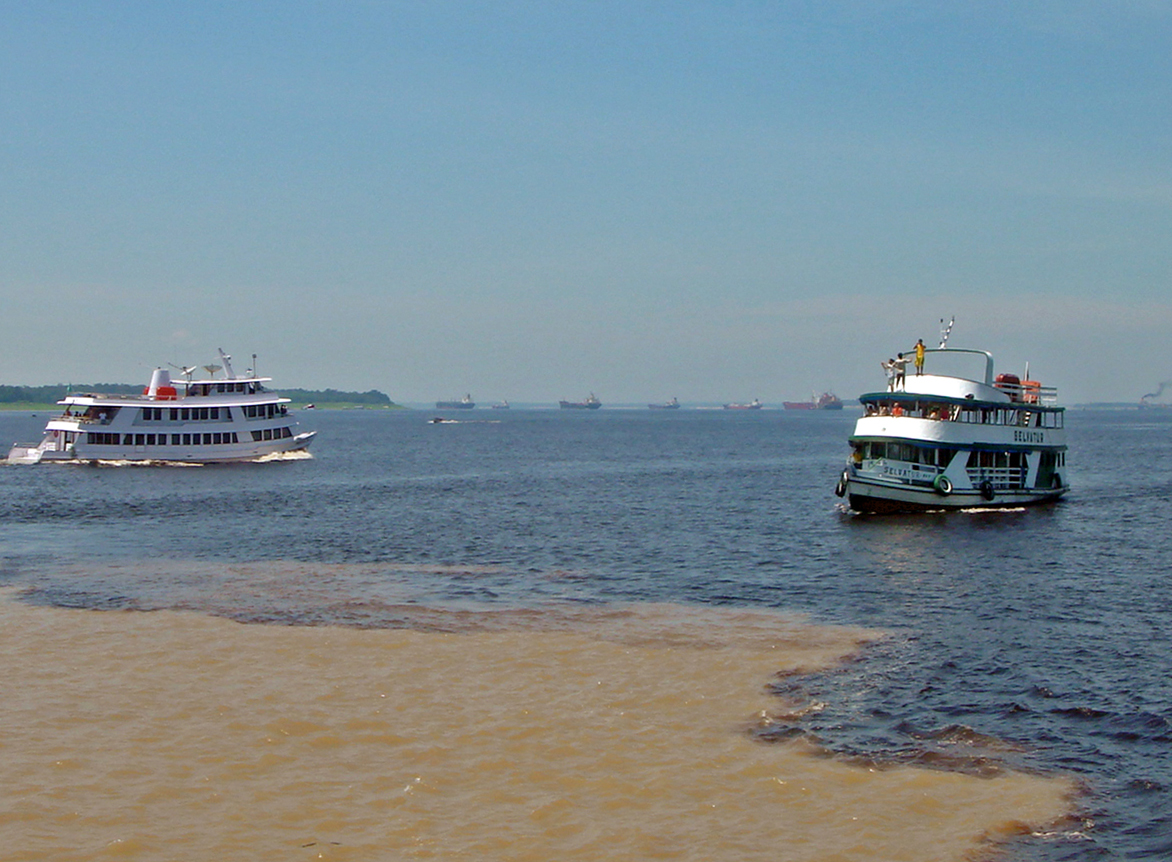
ブラジル・マナウス付近のソリモンエス川とネグロ川の合流点。白がソリモンエス川、黒がネグロ川である。

アマゾン川の本流の水の色はコーヒーのように茶褐色に濁っているが、水の色は支流によって違ってくる。

### 白い川
ソリモンエス川・マデイラ川・ブルス川・ジュルア川・ジュタイ川などは、本流との合流地点で薄い黄褐色の水を流しており、その特徴から「白い川」と呼ばれる。これらは主に偏西風が当たり降雨量が多いアンデス山脈東部を源流としているが、そのあたりは森林に覆われ侵食が起きにくい部分と、風化が進んだ岩石部分がある。急峻な渓谷では風化した岩石の崩壊がしばしば発生し川に落す。川は流下に伴って含んだ風化物質を微細に砕き、水の色を白くする。
白い川の水は10-50 cm 程度の透明度であり濁っている。しかし岩石由来の栄養塩を豊富に含み、中性から弱アルカリ性を示す肥沃な水である。このため別名「肥えた川」（リオス・ファルトス）とも呼ばれ、魚類も多く棲息する。

### 黒い川
ネグロ川の「ネグロ」は黒を指し、その名の通り流れる水は薄いコーヒーのように黒味がかっている。ネグロ川はベネズエラ国境付近を源流とするが、同じくこの地域から流れ出るオリノコ川の水も黒い。2本の川が発する地域は高低差があまりない森林が広がる場所で分水界も不明瞭であり、2つの川を繋ぐカシキアレ・カナールと呼ばれる天然の水路も存在する。森林はほとんどが浸水林（イガッポ林）であり、多雨も相まって枯れた植物が多く水に沈んだ状態にある。これが分解し、有機物の粒子が水に溶け込んで色を黒くする。
黒い川の水は有機酸の作用でpH3.8-4.9と酸性となり、栄養塩類も少ない。このため別名「飢餓の川」（リオス・デ・フォーメ）とも呼ばれる。

### 緑の川
アマゾン本流と南から合流するタバジョース川やシングー川は澄んだ水を湛え、青みがかった緑色に見える事からこれらは「緑の川」と呼ばれる。古い地層で硬い結晶質の岩石からなるアマゾン高原は起伏も少なく、浸食作用が起きにくい。ここを源流とする緑の川には水に粒子が紛れ込む事が非常に少なく、水深4 m 程まで見通せるほど透き通っている。
緑の川の水は含有物質が少なく、pH4.5-7.8程度の酸性から弱アルカリ性となる。タバジョース川はしばしば川岸に美しく白い砂浜をつくるが、これは川が鉄分を流しさってしまったもので、有機物や酸素の含有もわずかであり、植物が育ちにくい。

### 合流点
このような水の色が異なる支流が合流する場所では、川面に2色がぶつかり合う情景が見られる。ソリモンエス川とネグロ川が合わさる都市マナウスでは、並行する白と黒の水がなかなか混ざり合わずに10km程度まで流れてゆく景色を楽しめる観光地となっている。このような現象は、タバジョース川が合流する地点でも観察できる。

## 名称の由来
アマゾンの名の由来は定かではない。一般には、アマゾンの名はギリシア神話の女人族アマゾネスにちなみ、初期の探検者フランシスコ・デ・オレリャーナによって命名されたという説が流布している。別の説では現地語で似た音をもつ名があり、それによってアマゾナスと名づけられたという。他に、インディオの言葉で「水の音」を意味する "Amassunú" に由来するともいう。アマゾン川にちなむ地名としては、アマゾン盆地のほか、ブラジル、ベネズエラ、コロンビアの行政区画がある。

## 形成

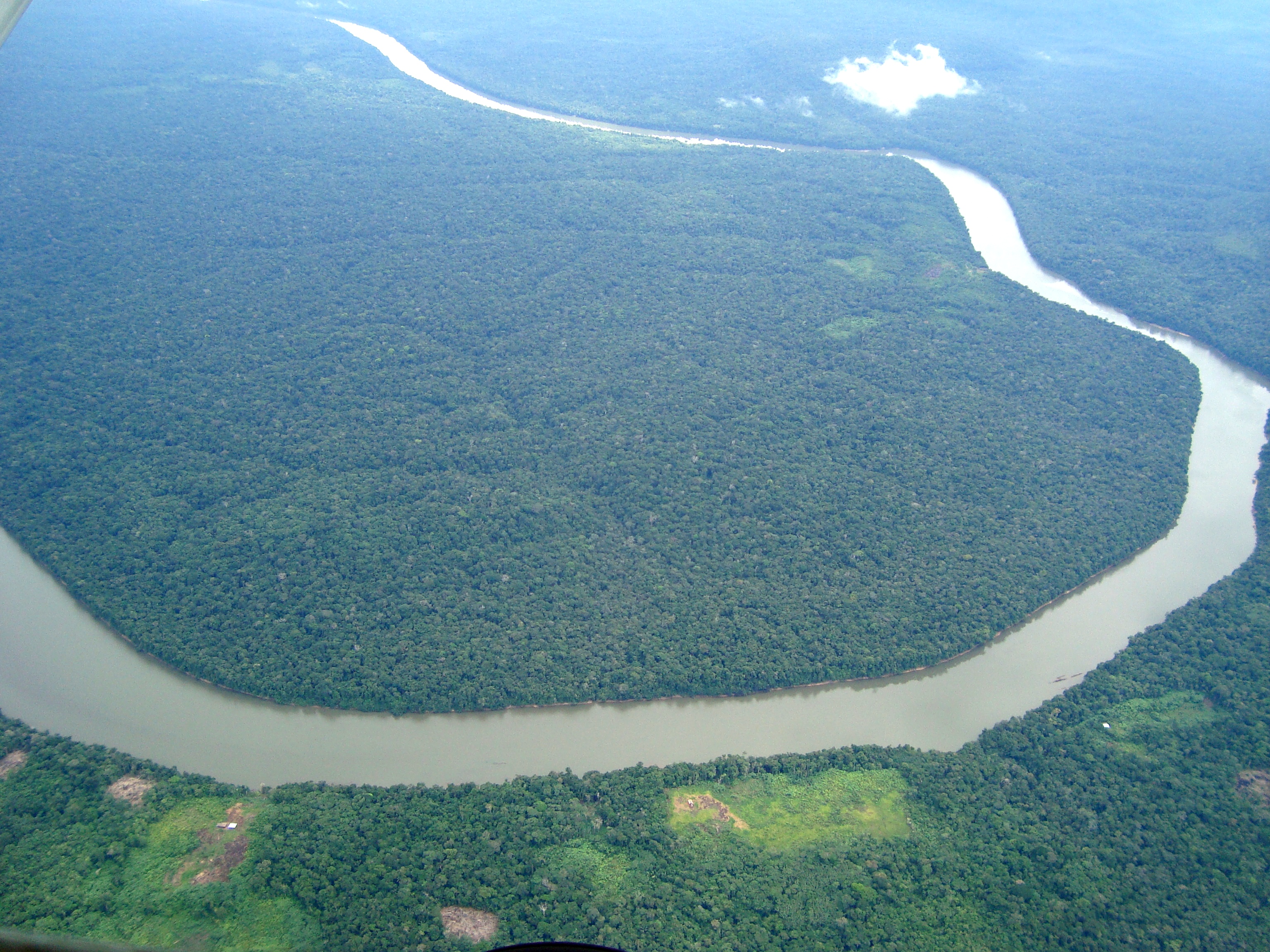
アマゾン熱帯雨林

アマゾン川が流れるアマゾン平野は約4億年前に形成されていた。その頃南アメリカ大陸はゴンドワナ大陸の一部であり、現在のアフリカ大陸と一体となった大陸を東西に貫く地溝帯が走っていた。ここには東西から海が流れ込み、海水起源の堆積物が徐々に積もりつつあった。やがて3億年前頃には大陸東側が干上がり、海の侵入は西側からのみとなった。そして中生代白亜紀には大西洋中央海嶺からのマントル上昇によってゴンドワナ大陸は分裂を始めた。
西へ移動を始めた南アメリカ大陸の中心部では、東から西に流れ太平洋に注ぐ河川が形成された。ところが大陸がマントルの沈み込みが起こる現在のペルー・チリ海溝に到達すると、新生代新第三紀頃に大陸西端には造山活動によって6000m級のアンデス山脈が形成され、行き場を失った水は平野部に停滞して巨大な淡水湖を作り上げた。段々と水位を高めた湖はギアナ高地とブラジル高原の間に流出先をつくり、大西洋に河口を設けた。
その頃、地球は氷期にあり、海面は低かった。流れる水は高低差を勢いをもって流れ、湖底の堆積物を深く削った。この際に残された丘がテラフェルメと呼ばれる増水時にも冠水しない台地となった。やがて氷期が終わって海面が上昇すると、海水が内陸まで入り込んで堆積物がバァルゼアを形成した。このような形成過程から、アマゾン川の水深は深くなった。

## 歴史
アマゾン川にはじめてヨーロッパ人が到達したのは1500年のことである。南アメリカ大陸の海岸線沿いに航行していたビセンテ・ヤーニェス・ピンソンがアマゾン河口近くにたどり着いた時、この付近の水が淡水であることに気づき、マーレ・ドゥルセ（ポルトガル語で「甘い海」を意味する）と名付けた。アマゾン川のほぼ全域を航行した初の人間はスペインのコンキスタドールであるフランシスコ・デ・オレリャーナである。インカ帝国の征服に参加していた彼は、1541年のゴンサロ・ピサロによるエル・ドラード探索行にも参加し、アマゾン最上流域のナポ川から出発し、全区間を航行して1542年8月に河口に到達した。この時にオレリャーナは地元住民と激しい戦闘を繰り広げたが、その際女性戦士に攻撃されたことを記しており、これがギリシア神話の女人族アマゾネスを連想させたことから、この川にアマゾン川という名がつけられたとされる。
アマゾン川は河口部分のごく一部を除いて全域がトルデシリャス条約の境界線の西側に位置し、ほぼ全域がスペイン領となる区域であった。しかしスペインはアンデス方面に重点を置いてアマゾンへの進出を全く行わない一方、河口近くにいたポルトガル人は1616年にベレンの町を建設し、ここからアマゾン川沿いに内陸へと進出していった。1669年にはマナウスの町が開かれ、さらに南のサンパウロから進出したバンデイランテスたちが1730年代にマット・グロッソにて金鉱を発見し、この金の輸出の河川ルートがアマゾン川へとつながったためにより一層アマゾン流域はポルトガルの勢力が強くなっていった。1750年にはマドリード条約が結ばれ、アマゾン川流域の中央部分はほぼポルトガルの領域となった。
また、この間も広大なアマゾン川流域の各支流については探検が進んでおらず、流域にはヨーロッパ人と全く接触を持たないインディオ達も数多かった。各支流の探検はこの時代にも続けられており、1799年から1800年にはアレクサンダー・フォン・フンボルトが探検を行い、流域北部においてアマゾン川流域とオリノコ川流域とを結ぶカシキアレ水路の存在を明らかにした。
ブラジル帝国独立後もアマゾンの開発は進まなかったが、1852年にマウアー子爵がアマゾン川汽船会社を設立してアマゾン川に蒸気船を就航させるようになり、さらに1866年にブラジル政府はアマゾン川の外国船の航行を認めた。これにより、アマゾン川上流のペルー領イキトスも貿易港としての機能を持つようになった。19世紀末から20世紀初頭にかけては天然ゴムのブームによってアマゾン川は一躍脚光を浴びるようになり、マナウスやイキトスなどは繁栄期を迎えた。とくにゴムの集散地となったマナウスは熱帯のパリと呼ばれるほどの繁栄期を迎えた。またこの時代、天然ゴムを採集するセリンゲイロと呼ばれる採集人たちが各支流の奥深くまで入り込むようになり、ほとんどの支流にヨーロッパ人たちの足跡がしるされるようになった。しかし、マレー半島などの農園で生産されるアジア産のゴムが急速にシェアを伸ばし、1915年ごろまでにほぼ天然ゴム市場を席巻し、最終的には合成ゴムの開発によってこの繁栄は終わりを迎えた。
ゴム景気終息後、旧共和政期（カフェ・コン・レイテ期）には新たな開発計画は見られなかった。この時期まで、アマゾン経済は基本的に熱帯雨林からのゴムやブラジルナッツなどの採集経済が中心であり、農園は川沿いのわずかな地域にしか開かれておらず、開拓も進んでいなかった。しかし、1930年に政権を握ったジェトゥリオ・ドルネレス・ヴァルガスは1940年にブラジル大統領としてはじめてアマゾン入りし、アマゾン開発の必要性を強調。1953年にはアマゾン経済開発庁を設立した。1967年にはマナウスフリーゾーンが設立され、本格的な工業開発が始まった。しかし、本格的なアマゾン開拓は、1970年に発表された「国家開発計画」によってはじまった。この計画によりアマゾンは初めて本格的に開発の手が入るようになり、各地に道路が建設され、アマゾンのいくつかの支流に大規模なダムが計画されるようになった。

## 流域の町と産業

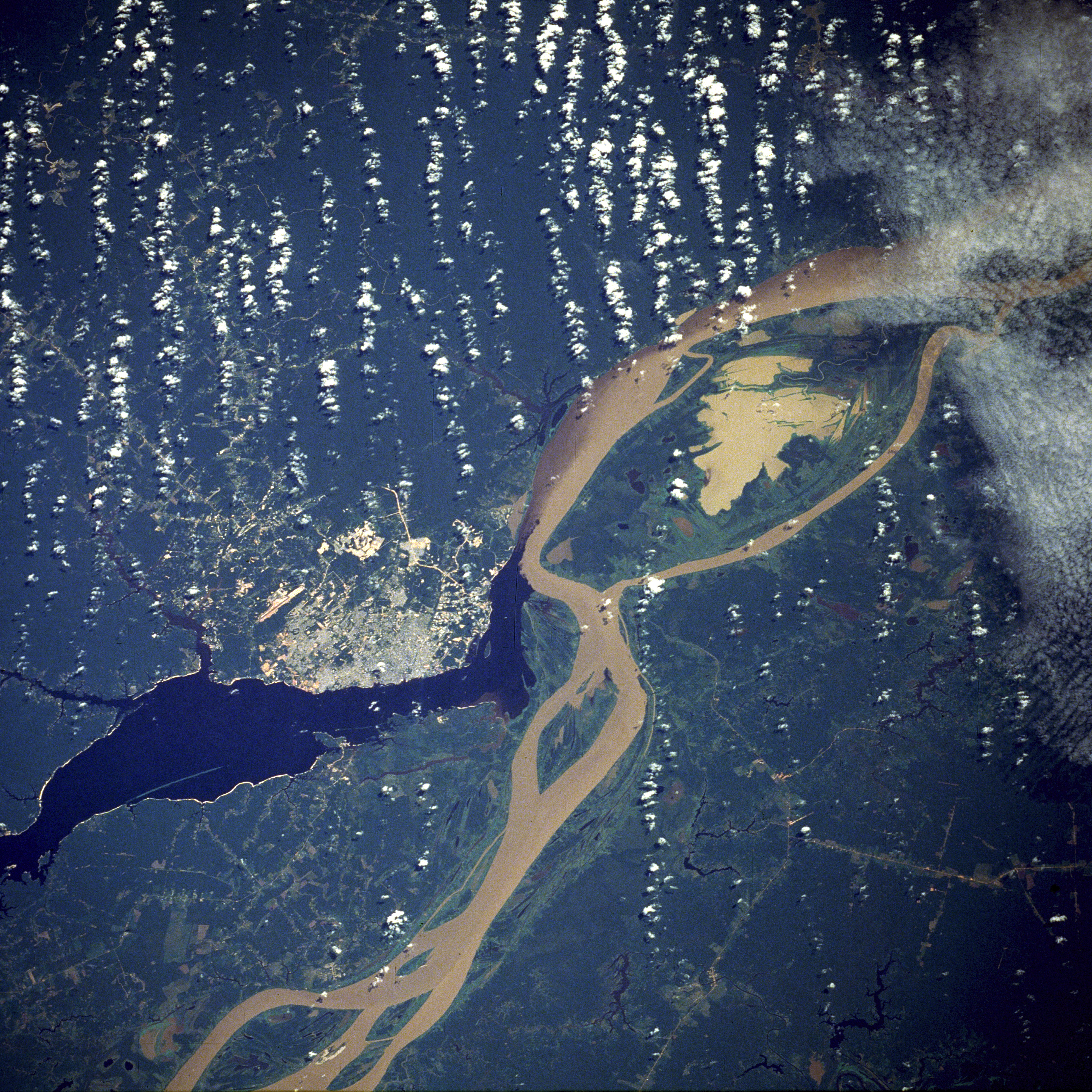
ネグロ川とアマゾン川の合流地点に位置するアマゾナス州最大の都市、マナウス

アマゾン川流域には河口都市ベレン、1,600 km 上流の町マナウス、3,900 km 上流の都市イキトスがあるがその他にも小さな町や村は多くある。ベレン、マナウス、イキトスは人口も多く遠洋航海用の船が接岸できる港があるが、小さな町や村には港がなくて大型船から小型船に乗り換えて品物などの取引をしている。
アマゾン川は雨季と乾季の水位の差が大きい。乾季と雨季ではアマゾン川の水位は 20 m 以上も違うところがあり、数十万平方キロメートルの熱帯雨林が雨季には水没する。アマゾン川の近くで暮らす人々は、雨季になれば水没してしまう地域「バァルゼア」と雨季でも水没しない「テラフィルメ」と呼ばれる地域を知っており、乾季や雨季に適した暮らしを行なっている。アマゾン地方の交通手段は船が重要である。ジャングルには道路も通っているが、アマゾン川には橋が一つもかかっていないので、船を主な交通に利用している。
アマゾン川の流れは絶えず変化しており、大きく蛇行して蛇行部分が切り離された三日月湖（河跡湖）になる。そしてその肥沃な土壌と豊富な水分、強い日光によって樹木は瞬く間に生長し、三日月湖はやがて埋まって元の熱帯雨林に戻り、再びアマゾン川が蛇行して三日月湖になるという変化を絶えず繰り返している。
あまりにも巨大な川であるため、本流にはダムが一つも作られておらず開発から取り残されているので、アマゾン川は世界一健康な川（世界一汚染の少ない河川）でもある。アマゾンの熱帯雨林は世界の二酸化炭素の 1/4 を酸素に変えているといわれているが、最近では木材を切り出したり工業用の木炭の生産や畑を作るために森林破壊が続いており、自然環境破壊の問題も起きている。また沿岸に住む人たちは生ゴミや汚物をアマゾン川に垂れ流しているが、世界の他の河川のような公害問題が起きていないのはアマゾン川の規模が桁違いに大きいからに過ぎない。アマゾン川は地球の最後の水資源の宝庫とも言われている。
アマゾン川の川幅は広く、海洋から中流域まで船舶が乗り入れることが可能である。かつてはゴム栽培が盛んであり、中流域のマナウスは天然ゴムの集散地として栄えた。
このゴム産業には日本人からの移民も多数参加した。1900年代前後にペルーやブラジルに移住した日本人の一部が、ゴム採集やゴム工場の肉体労働者として働いていた。このため、マナウス付近やボリビアのリベラルタなどには現在も日本人の子孫が多く暮らしている。

## 生物

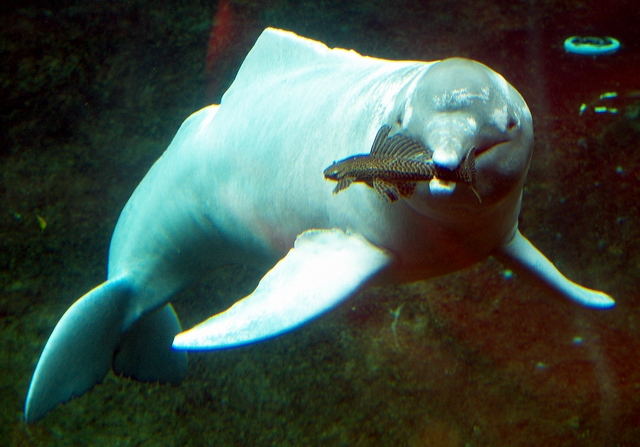
アマゾンカワイルカ

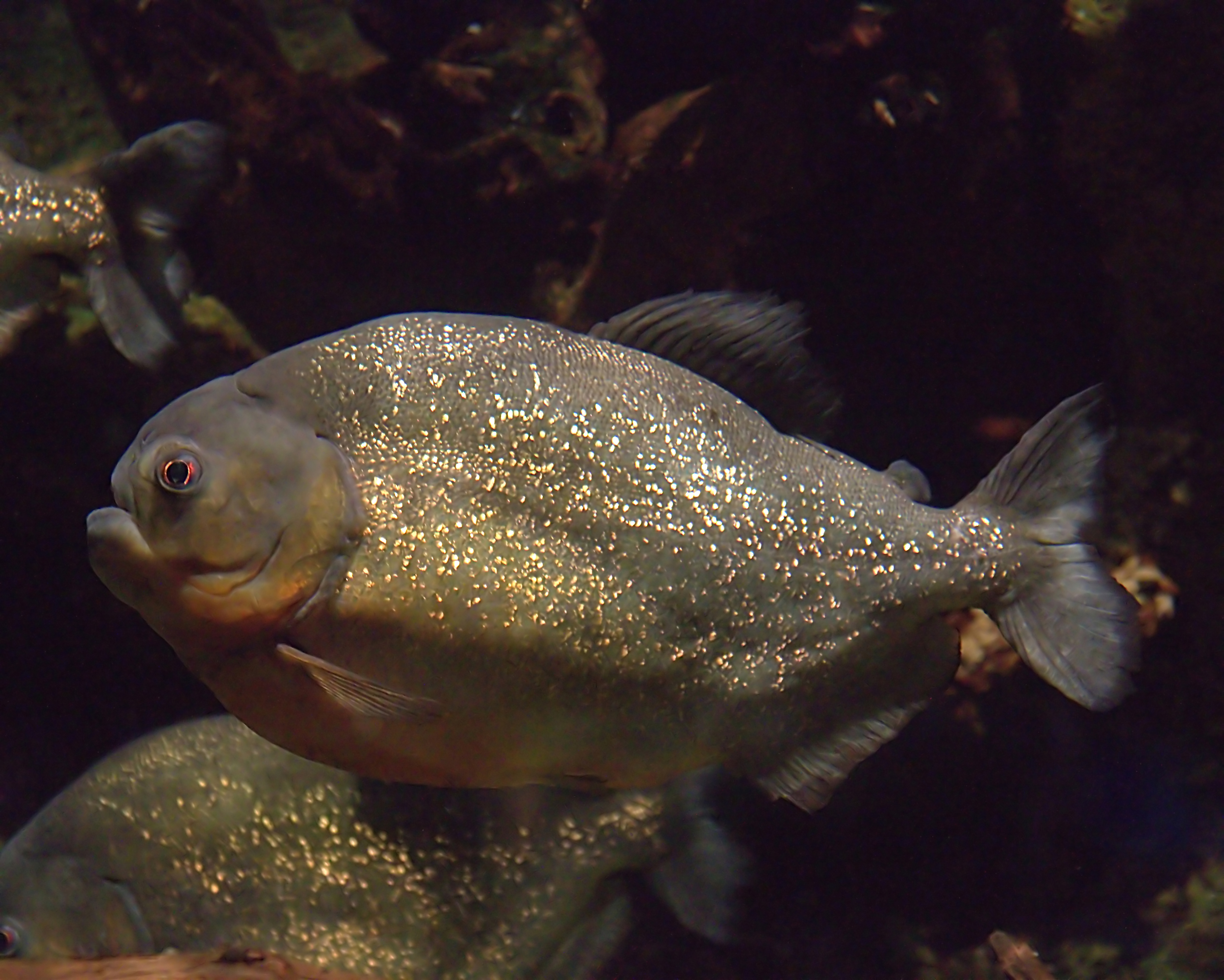
ピラニア

アマゾン川は長年生態的条件や気象的条件が比較的安定していたため、セルバと呼ばれる熱帯雨林や水中の世界でも、豊かで多様性に富んだ動植物が数多く見られる。アマゾン川流域には、約 250 種類の哺乳類、約 1,800 種類の鳥類が生息している。特に昆虫全体に至っては、100 万種以上が生息していると推測されている。
水生生物では、約2,000から3,000といわれる種類の魚類が豊富に存在し、川が増水している期間は浸水林の中で棲息し、乾季になると川に集まって産卵活動に入る。種類の約半分はナマズ目である点はアマゾン川の特徴のひとつである。ピラルクーは約1億年も姿を変えることのない古代魚で、世界最大の肉食淡水魚である。産卵期には卵を守って川底でじっとしているためよく漁撈の標的にされ、淡白な味から「アマゾンのタラ（バカリョ）」と呼ばれる。獰猛で有名なピラニアは24種ほどが発見されているが、動物を襲うのは10種程度である。他にもトゥクナレやタンバキなど食用で知られた魚も知られる。また、本来は海に棲息していた魚類が入り込み淡水化したものも多く、サメ、ノコギリザメ、メカジキ、ヒラメ、エイ、カマス、イシモチなどが生息している。
水生爬虫類ではカメが豊富で、大きな種類は1m程になりタルタルーガと呼ばれて珍重された。クロカイマンなども生息している。哺乳類ではマナティー（アマゾンマナティー）が知られ、カメ同様に乱獲の影響で数を減らしたため現在では捕獲が禁止されている。イルカ類（アマゾンカワイルカやコビトイルカ）も代表的な水生哺乳類だが、インディオはこれを「ボート」と呼んで魔術的・超自然的な力を持つ生き物と考えたため乱獲されなかった。逆に美男子に変化して人間の女性を惑わすとか、魔力を宿した左の眼球を通して意中の人を見れば想いが叶うといった迷信がつくられた。
ブラジル北部のソリモンエス川とネグロ川流域を含むアマゾン盆地とギアナ楯状地の移行地域一帯は2001年にユネスコの生物圏保護区に指定された。また、本流近傍のコロンビア最南端のタラポト湖沼群、ブラジルのマミラウア持続可能な開発保護区および河口部のマラジョ島を含むマラジョ諸島と一帯のマングローブ群はラムサール条約登録地である。

## ポロロッカ
大潮の時に海水と川の流れがぶつかり合い、大きな波となって川を遡る現象が発生する。この現象をポロロッカという。一般的な海の波が 20 - 30 秒で消えるのに対し、ポロロッカによる波は 30 分以上持続する。
満月と新月の時は干満の差が大きく（大潮）、およそ5メートルほどの高さの波としてアマゾン川の河口に押し寄せてくる。この大波は川の流れを飲み込んで、時速65キロメートルの速度で逆流し、沿岸より800キロメートル内陸まで達することがある。
大潮とその前後に起こる現象で、特に珍しい事ではないが、3月の頃には干満差の大きさや、雨季の影響によるアマゾン川の水量の多さにより規模が大きくなる（大海嘯）。雨季に当たる春には、アマゾン川の大量の水が満潮になって押し寄せる海水と衝突する。この時、川の水は逆流する海水に押され、海に流出することができず海水と共に逆流する。この時、600キロメートルの内陸にも洪水や海水の氾濫による甚大な被害がもたらされる場合がある。
パラ州のでは1999年以降、毎年ポロロッカを利用した波乗りの大会が開催され、各国のサーファーが訪れている。2003年には、アディルトン・マリアーノが、この波に乗って34分間にわたり川を上っている。水中には川岸から流された大量の障害物が漂っているので危険も伴う。

## 主な支流
アマゾン川には1,100を超える支流がある。本流と主な支流、延長距離および水の色 は以下の通り（長さ順）
1. 6259.2–6712 km – アマゾン川、南アメリカ大陸[28]
2. 3250 km – マデイラ川（白）、ボリビア/ブラジル[29]
3. 3211 km – プルス川（白）、ペルー/ブラジル[30]
4. 2820 km – ジャプラー川（ポルトガル語版、スペイン語版、英語版）（ポルトガル語名）/カケタ川（スペイン語名）（白）、コロンビア/ブラジル[31]
5. 2639 km – トカンチンス川、ブラジル[32]
6. 2627 km – アラグアイア川、ブラジル（トカンチンス川の支流）[33]
7. 2400 km – ジュルア川（白）、ペルー/ブラジル[34]
8. 2250 km – ネグロ川（黒）、ブラジル/ベネズエラ/コロンビア[35]
9. 1992 km – タパジョース川（緑）、ブラジル[36]
10. 1979 km – シングー川（緑）、ブラジル[37]
11. 1900 km – ウカヤリ川（白）、ペルー[38]
12. 1749 km – グアポレ川、ブラジル/ボリビア（マデイラ川の支流）[39]
13. 1575 km – プトゥマヨ川（スペイン語名）/イサ川（ポルトガル語名）、南アメリカ
14. 1415 km – マラニョン川（スペイン語名）/ソリモンエス川（ポルトガル語名）（白）、ペルー
15. 1370 km – テレスピレス川（ポルトガル語版、スペイン語版、英語版）（スペイン語名）/サン・マヌエウ川（ポルトガル語名）、ブラジル（タパジョース川の支流）
16. 1300 km – イリリ川、ブラジル（シングー川の支流）
17. 1240 km – ジュルエナ川、ブラジル（タパジョース川の支流）
18. 1130 km – マドレ・デ・ディオス川、ペルー/ボリビア（マデイラ川の支流）
19. 1100 km – ワジャガ川（スペイン語版、英語版）、ペルー（マラニョン川の支流）
20. 1050 km – ジャバリ川（白）、ペルー/ブラジル[40]